# Dopisy o Yage
Dopisy o Yage (v anglickém originále The Yage Letters) je kniha dopisů amerických spisovatelů Williama Sewarda Burroughse a Allena Ginsberga. Vyšla v roce 1963 v nakladatelství City Lights. V češtině vyšla v roce 1991 ve společném svazku s Burroughsovou knihou Teplouš, na kterou navazuje, v překladu Josefa Rauvolfa. Většina dopisů pochází z roku 1953, kdy Burroughs cestoval po Amazonii a sháněl rostlinu yagé (ayahuasca), která má halucinogenní a údajně telepatické účinky. Kniha dále obsahuje dopisy z roku 1960, které napsal Ginsberg pro Burroughse, kdy on sám cestoval po Amazonii a sháněl yagé. V roce 2006 vyšla rozšířená verze knihy pod názvem Yage Letters Redux, kterou sestavil Oliver Harris, který je zároveň autorem rozsáhlé eseje o knize; dále kniha obsahuje do té doby nepublikované texty od autorů.